# Fred Allen (calciatore)
Frederick Allen (Birmingham, 1860 – Birmingham, c. 1926) è stato un calciatore inglese.
Allen è nato nel quartiere Hockley di Birmingham e ha giocato nella squadra Springhill Methodists prima di entrare nella squadra Small Heath nel 1890. Ha giocato tre volte per loro nel Football Alliance nella stagione 1891-1892.
Fred Allen ha giocato nella Luton Town in Southern League dal 1892 al 1895. È stato capocannoniere del club durante la stagione 1893-1894.
Morì a Birmingham nel 1926 circa.